# Creswell Crags
Creswell Crags é um desfiladeiro de pedra calcária na fronteira entre Nottinghamshire e Derbyshire, na Inglaterra, perto da cidade de Creswell. Os penhascos da ravina contêm várias cavernas que foram ocupadas durante a última Idade do Gelo, entre 43.000 e 10,000 anos atrás.
Até hoje, as descobertas em Creswell Crags representam as únicas evidências de exemplos de arte rupestre do Paleolítico na Grã-Bretanha. Foi assunto de quatro documentários da BBC. 